# Vigerslev Sogn (Nordfyns Kommune)
Vigerslev Sogn ist eine Kirchspielsgemeinde (dän.: Sogn)
auf der Insel Fyn (dt.: Fünen)
im südlichen Dänemark. Bis 1970 gehörte sie zur Harde Skovby Herred im damaligen Odense Amt, danach zur Søndersø Kommune im Fyns Amt, die im Zuge der Kommunalreform zum 1. Januar 2007 in der Nordfyns Kommune in der Region Syddanmark aufgegangen ist.
Im Kirchspiel leben 3030 Einwohner (Stand: 1. Januar 2023). Im Kirchspiel liegt die Kirche „Vigerslev Kirke“ und „Langesø Skovkapel“ (dt.: Langesee Waldkapelle).
Nachbargemeinden sind im Westen Veflinge Sogn, im Nordwesten Særslev Sogn und im Nordosten Søndersø Sogn, ferner in der südöstlich benachbarten Odense Kommune Næsbyhoved-Broby Sogn, Korup Sogn und Ubberud Sogn und in der südwestlich benachbarten Assens Kommune Vissenbjerg Sogn.